# Abu Al-Qasim
Abu Al-Qasim, ou Abū al-Qāsim Khalaf ibn Abbās al-Zahrāwī de son nom complet (en arabe : أبو القاسم بن خلف بن العباس الزهراوي), connu en Occident sous le nom Abulcasis ou Albucasis, en France Aboulcassis, né à Madinat al-Zahra (Al-Andalus) vers 940 et mort à Cordoue en 1013, est considéré comme l'un des plus grands chirurgiens du Moyen-Âge,, et un des pères de la chirurgie moderne,.

## Biographie
On ne sait que peu de choses de sa vie en dehors de ce qu'on apprend par ses ouvrages. La nisba (titre attributif) Al-Ansari, suggère une origine d’une tribu arabe médinoise d'Al-Ansar.
Son nom apparaît pour la première fois dans les écrits de Abu Muhammad ibn Hazm (993–1064), qui le plaçait parmi les plus grands médecins de l'Espagne mauresque. Sa première biographie détaillée fut écrite soixante ans après sa mort par Al-Humaydi, dans son ouvrage Jadhwat al-Muqtabis (Des savants andalous).
Léon l'Africain, au XVe siècle, le mentionne dans une courte notice.
Abu Al-Qasim naît vers 940 ou 950, à Madinat al-Zahra, ville palatine et résidence du calife, fondée en 936 sous le règne du calife omeyyade Abderrahmane III (890-961).  Elle se situe à quelques kilomètres au nord-ouest de Cordoue, en Andalousie.
Sa formation médicale s'effectue probablement à Cordoue, où il exerce quelque temps sous le règne d'Abderrahmane III.  Il est médecin de cour auprès du calife Al-Hakam II (915-976), puis selon Léon l'Africain médecin personnel d'Almanzor ou Al Mansour (937-1002), vizir et chef militaire.
Ses observations médicales concernent de hautes personnalités comme des esclaves, des musulmans comme des chrétiens ou des juifs. Cela suggère une place privilégiée dans la société d'alors.
Il passe presque toute sa vie en Andalousie et se consacre à l'avancement de la médecine et de la chirurgie,.
Il meurt à Cordoue en 1013, à l'âge de 77 ans,.

## Œuvre
Son ouvrage principal, le Al-Tasrif (La pratique), est une encyclopédie médicale qui fait le bilan des connaissances médico-chirurgicales de son époque, confrontées à l'expérience personnelle de son auteur.
C'est surtout la partie chirurgicale de son œuvre (soit un cinquième de son encyclopédie) qui est traduite en latin au XIIe siècle par Gérard de Crémone. Au XIVe siècle, le traité de chirurgie du français Guy de Chauliac contient 173 citations littérales. Il existe également une version en hébreu, et une autre en provençal.
Son livre chirurgical est imprimé à Venise à la fin du XVe siècle (1497 ou 1500 selon les sources), il est édité en Occident avant les premières éditions de Galien (1525) et Hippocrate (1526). Au cours du XVIe siècle, il est cité, notamment par le chirurgien français Jacques Daléchamps, ou l'italien Fabrice d'Aquapendente, et il a beaucoup inspiré Ambroise Paré.

### Al-Tasrif

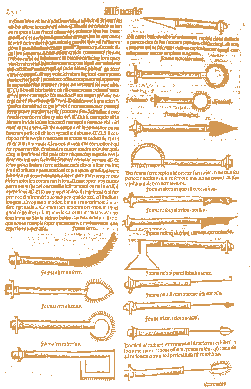

Le Kitab al-Tasrif (كتاب التصريف لمن عجز عن التأليف ; Le Livre de la méthode [médicale] pour celui qui paresse d'écrire), traite en trente volumes tous les domaines de la médecine et de la chirurgie.  Selon Jean-Charles Sournia, « c'est le document chirurgical le plus complet écrit pendant le premier millénaire de notre ère ».
Aboulcassis rend souvent hommage aux grands anciens comme Hippocrate, Galien et Celse. Il s'inspire aussi de Paul d'Égine, dont une partie de l'œuvre ne nous est pas parvenue.
L’Al-Tasrif est divisé en trois parties :  1) sur la théorie et les généralités de la médecine ; 2) sur les maladies  : le régime chez l'enfant et les vieillards, la goutte, les rhumatismes, les abcès, les plaies, les poisons et les venins, les affections externes de la peau et la fièvre ; 3) sur la chirurgie.
Le traité sur la chirurgie est divisé en trois livres, tous organisés dans l'ordre « de la tête aux pieds », avec représentation illustrée (ce qui est rare dans les manuscrits musulmans) de tous les instruments nécessaires pour opérer. Ces représentations perdent de leur qualité au fur et à mesure de leurs copies. En 1998, on connaît 42 copies manuscrites en arabe, 27 en latin, 1 en hébreu et 1 en provençal, dispersées dans les plus grandes bibliothèques occidentales et du monde musulman ; celle en provençal est à la bibliothèque de Montpellier.
- Le livre premier est consacré aux cautérisations.
- Le livre deux traite des incisions et perforations, saignées et ventouses, blessures et extractions de flèches.
- Le livre trois traite de traumatologie osseuse (fractures, luxations, entorses...) et de questions diverses.

### Les fondamentaux d'Abu Al-Quasim
C'est le premier auteur à mettre au clair quelques principes fondamentaux, évidents aujourd'hui, mais qui n'existaient pas avant lui.
La chirurgie doit se baser sur un savoir anatomique le plus approfondi possible, et non pas se baser sur une pratique aveugle par ignorance.
La chirurgie opératoire évolue entre deux pôles : l'un qui est sûr et compatible avec la santé du malade, et l'autre qui est dangereux et risqué pour le malade. Pour chaque opération, l'auteur signale les dangers possibles et les moyens de les éviter. Avant chaque acte chirurgical, le praticien se doit donc d'analyser l'intérêt du patient en soupesant les bénéfices thérapeutiques espérés et les risques inhérents à l'acte chirurgical en fonction de l'état de santé pré-opératoire du patient.
La chirurgie est une branche de la médecine. Le chirurgien doit être cultivé et instruit de tous les grands anciens, mais il doit aussi confronter ce savoir avec les réalités de sa pratique quotidienne (observer et juger par lui-même).
Le chirurgien doit être prudent et circonspect pour lui-même, doux et persévérant pour ses malades, et être un père pour ses élèves (son traité sur la chirurgie commence par « mes enfants »).

## Avancées chirurgicales
Abu Al-Qasim a réalisé, décrit et complété de nombreux gestes et outils chirurgicaux,. Il n’a pas toujours obtenu le mérite de ses avancées médicales : il avait déjà décrit dans son Al-Tasrif la méthode que l'on appelle aujourd'hui « Kocher » pour le traitement d’une épaule disloquée, ainsi que la position « Walcher » en obstétrique[réf. nécessaire]. Il avait déjà décrit comment ligaturer des vaisseaux sanguins des siècles avant qu’Ambroise Paré ne popularise la méthode[réf. nécessaire]. Il fut également le premier à écrire des livres sur les appareils dentaires et à avoir décrit la nature héréditaire de l’hémophilie. Il est également le premier, en 963, à avoir décrit la grossesse extra-utérine et ses conséquences mortelles[réf. nécessaire].

## Jugements sur Albucassis
Au siècle des Lumières :

« Ricius prétend que ce Médecin Arabe a écrit avec beaucoup de clarté, de précision et de netteté. Tout le monde en convient. Il parait exceller dans la partie diagnostique et dans la description des symptômes des maladies ; on doit même avouer que sa façon d'écrire est fort méthodique, et que, pour cette raison, il mérite qu'on fasse cas de ses ouvrages (...) Il a fait preuve de la plus grande probité dans l'exercice de sa profession (...) Il conseille de ne jamais entreprendre, par avidité de gain, la cure d'un mal que l'on est incapable de traiter et dont la cause nous est inconnue. »

En 1986 : 

« Ce serait une grande erreur de croire ces techniques rudimentaires et anachroniques : elles ont été en usage jusqu'à l'ère de l'asepsie, de l'antisepsie et de la radiographie ; des hommes comme Dupuytren, Malgaigne et les grands chirurgiens de l'Empire ne faisaient pas mieux qu'Aboulcassis. Et aujourd'hui à la surface de la terre (...) la chirurgie moderne est inconnue de trois milliards d'hommes. Ce serait un bienfait pour l'humanité que de transmettre à tous les guérisseurs, les sorciers et les chamans de la brousse, de la savane, de la forêt ou du désert, les connaissances d'Aboulcassis. »